# Physetocneme ciliosa
Physetocneme ciliosa är en fjärilsart som beskrevs av Felder 1861. Physetocneme ciliosa ingår i släktet Physetocneme och familjen björnspinnare. Inga underarter finns listade i Catalogue of Life.